# Doug Stegmeyer
Douglas Alan »Doug« Stegmeyer, ameriški bas kitarist in vokalist, * 23. december 1951, Flushing, Queens, New York, ZDA, † 25. avgust 1995, Long Island, New York, ZDA. 
Doug Stegmeyer je bil ameriški glasbenik, najbolj znan kot bas kitarist in spremljevalni vokalist v spremljevalni skupini Billyja Joela.

## Kariera
Stegmeyer je spoznal Russlla Javorsa v srednji šoli. V starosti 15 let je Javors igral v skupini skupaj s prijateljem Libertyjem DeVittom. Kmalu zatem so vsi trije skupaj s Howardom Emersonom ustanovili zasedbo "Topper".
Skupaj so izvajali skladbe, ki jih je napisal Javors. Skupino je kmalu opazil Billy Joel. Joel je takrat potreboval bas kitarista na promocijski turneji Streetlife Serenade. Stegmeyer je tako postal prvi glasbenik iz zasedbe Topper, ki je začel igrati pri Joelu. Čet leto in pol so se, po Stegmeyerjevemu priporočilu, Billy Joelu pridružili še Emerson, Javors in DeVitto, s katerimi je Joel posnel album Turnstiles in odšel na promocijsko turnejo. Stegmeyer je postal ključni član Joelove spremljevalne zasedbe, sodeloval je pri snemanjih vseh njegovih albumov od albuma Turnstiles pa do albuma The Bridge. Sodeloval je tudi pri snemanju albumov v živo Songs in the Attic in Концерт. Čez čas se je Stegmeyerja prijel vzdevek "The Sergeant Of The Billy Joel Band" (Narednik Billy Joel Banda).
Kot studijski glasbenik je sodeloval tudi z Debbie Gibbs in duetom Hall & Oates.

## Zadnja leta in smrt
Potem, ko je bil leta 1989 skupaj z Javorsem izločen iz Joelove spremljevalne zasedbe, je Stegmeyer postal zaseden s snemanji in produciranjem. 25. avgusta 1995 je storil samomor na svojem domu na Long Islandu.

## Diskografija
- Turnstiles (1976)
- The Stranger (1977)
- 52nd Street (1978)
- Glass Houses (1980)
- Songs in the Attic (1981)
- The Nylon Curtain (1982)
- An Innocent Man (1983)
- Greatest Hits Vol. I & II (1985)
- The Bridge (1986)
- Концерт (1987)
- Greatest Hits Volume III (1997)